# دانیل شارنکویست
دانیل شارنکویست (انگلیسی: Daniel Tjärnqvist؛ زادهٔ ۱۴ اکتبر ۱۹۷۶) بازیکن هاکی روی یخ اهل سوئد بود.
از باشگاه‌هایی که در آن بازی کرده‌است می‌توان به ادمونتون اویلرز اشاره کرد.